# 海岸里
海岸里為中華民國臺灣省苗栗縣苑裡鎮轄下之一里，位於苑裡西部靠海地區，因居民多捕魚為生，有一小型港口供漁民使用，但因長期淤積，使用情形不如以往發達。境內有臺61線西部濱海公路通過。